# Darlan Romani
Darlan Romani (Concórdia, 9 de abril de 1991) é um atleta brasileiro especializado no arremesso de peso, campeão mundial indoor em 2022. Também conquistou o 4° lugar nos Jogos Olímpicos de 2020, 4° lugar no Mundial de Doha 2019, e é bicampeão pan-americano em Lima 2019 e Santiago 2023. Recordista brasileiro da modalidade várias vezes desde 2012, é o atual recordista sul-americano da prova – 22,61 m – marca conseguida em Eugene, EUA, em 30 de junho de 2019. Recebeu o apelido de Sr.Incrível, devido à semelhança física com o personagem de mesmo nome do filme americano The Incredibles.

## Vida pessoal
Iniciou no esporte ainda na cidade de Concórdia, em Santa Catarina. Aos 13 anos, Darlan entrou para o atletismo após um evento promovido pela prefeitura no campo de futebol da cidade. Logo no primeiro ano, participou de campeonatos regionais, estaduais e um brasileiro. No ano seguinte, 2005, participou do Campeonato Mundial na Itália, vencendo os Jogos da Juventude italiano.
Casado com Sara Romani, que atua como empresária da carreira do marido. Treina com o técnico cubano, Justo Navarro, que também treinou a ouro olímpico no arremesso de peso em Atenas 2004, a cubana Yumileid Cumbá.
Durante a pandemia, precisou treinar em um terreno baldio atrás de sua casa na cidade de Bragança Paulista, São Paulo. Com a ajuda de um pedreiro, fez um platô de cimento sobre o chão de terra e grama para treinar os arremessos para as Olimpíadas de Tokyo. No entando, devido as condições ruins de treino, Darlan desenvolveu uma hérnia de disco, passou por uma cirurgia e ficou parado por um mês e meio no início de 2021 para se recuperar e ficou seis meses sem competir.  Pouco antes dos Jogos Olímpicos de 2021, contraiu COVID-19, precisando ficar internado na UTI. 

## Carreira

### 2012–16
Atleta do Esporte Clube Pinheiros e treinado pelo cubano Justo Navarro, começou uma bem sucedida carreira internacional quando foi campeão sul-americano de atletismo Sub-23 em 2012. Três anos depois, foi campeão dos Jogos Mundiais Militares realizados em 2015 na Coreia do Sul, com a marca de 20,08 m. No mesmo ano ficou em sexto lugar nos Jogos Pan-americanos de Toronto 2015; em abril daquele ano, antes do Pan, fez um arremesso de 20,90 m, quebrando mais uma vez seu próprio recorde brasileiro,  que o colocou em sexto no ranking mundial da prova.  Em março de 2016, mesmo não avançando para o final da competição, quebrou o recorde brasileiro de arremesso de peso indoor durante o Campeonato Mundial de Atletismo em Pista Coberta de 2016, em Portland, Estados Unidos, com a marca de 18,50 m.

### Jogos Olímpicos de 2016
Darlan competiu na Rio 2016 atingindo a final com um arremesso de 20,94 m – quebrando novamente seu recorde brasileiro – o que o fez ser o primeiro atleta do país a participar da final desta modalidade em Jogos Olímpicos em 80 anos, desde que Antonio Pereira Lira fez o mesmo em Berlim 1936. Na final, ele arremessou o peso a 21,02 m em sua primeira tentativa e na primeira vez em que ultrapassou os 21 metros, mais uma vez recorde nacional, que lhe deu o quinto lugar geral na competição –  à frente do bicampeão olímpico polonês Tomasz Majewski e o melhor resultado do país nesta modalidade em Olimpíadas.

### 2017–20
Em maio de 2017, durante a disputa do Grande Prêmio Brasil de Atletismo em São Bernardo do Campo, São Paulo, Darlan arremessou o peso a 21,82 m, obtendo o novo recorde sul-americano, em poder do argentino Germán Lauro – 21,26 – desde 2013; a marca lhe daria a medalha de prata na Rio 2016.
Em março de 2018, ficou em 4º lugar no Mundial Indoor, com a marca de 21,37m, novo recorde sul-americano indoor.
No início de setembro de 2018, representando as Américas na Copa Continental da IAAF, Darlan ganhou o ouro no arremesso de peso, com a marca de 21m89, derrotando o campeão mundial de 2017 Tom Walsh. A Copa é realizada a cada 4 anos, e reúne equipes que representam os continentes da Ásia + Oceania, Américas, Europa e África. Cada prova tem 2 atletas por continente, e os resultados rendem pontos para as equipes. 
Em 15 de setembro de 2018 se tornou o primeiro sul-americano a chegar na marca dos 22 m. No Troféu Brasil, ele obteve a marca de 22m00 exatos, quebrando novamente o recorde sul-americano. Menos de 30 atletas obtiveram esta marca em toda a história da prova. 
No final de 2018, ele ganhou o troféu de Melhor Atleta do Atletismo do Prêmio Brasil Olímpico. Terminou em 5º no ranking mundial do arremesso de peso em 2018.
Em junho de 2019, na etapa de Eugene da Diamond League, obteve a marca de 22,61m, que o coloca na 10º posição entre os melhores arremessadores da História da prova. Ele quebrou o recorde sul-americano três vezes na mesma prova (22,46m, 22,55m e 22,61m).  A marca teria lhe dado o ouro em qualquer Olimpíada ou Campeonato Mundial de Atletismo já realizado.
Nos Jogos Pan-Americanos de 2019, realizados em Lima, Peru, mesmo acometido por uma infecção na garganta que o deixou com uma forte febre no dia anterior à prova, ele conseguiu a medalha de ouro, batendo o recorde dos Jogos Pan-Americanos, com a marca de 22,07 m.
Na Diamond League 2019, terminou como vice-campeão geral. 
No Campeonato Mundial de Atletismo de 2019, realizado em Doha, Darlan participou da prova de maior nível técnico da história. As marcas de 22,91 m e 22,90 m foram alcançadas pela primeira vez desde 1990. Todos os quatro primeiros arremessaram acima de 22 metros e quebraram o antigo recorde do Campeonato Mundial de 22,23 m. O neozelandês Tom Walsh foi o primeiro a atingir 22,90 m já no primeiro lançamento, estabelecendo sua melhor marca pessoal, o recorde da Oceania e uma distância que parecia impossível de ser superada. Darlan conseguiu 22,53 m em sua segunda tentativa e até a última rodada se mantinha na terceira posição, dando a impressão de que ganharia a medalha de bronze. Na última rodada, porém, o campeão olímpico Ryan Crouser (que estava em 2º lugar) igualou a marca de Walsh, e logo em seguida, seu compatriota, Joe Kovacs, um veterano da modalidade, campeão mundial em Londres 2017, mas que nunca havia arremessado acima de 22,57 m, que estava em 4º lugar na prova, fez um arremesso de 22,91 m, o maior do mundo desde os anos 1990, para ganhar a medalha de ouro. Mesmo com um arremesso de alto nível e sua segunda melhor marca da carreira, Darlan ficou apenas em quarto lugar. 

### Jogos Olímpicos de 2020

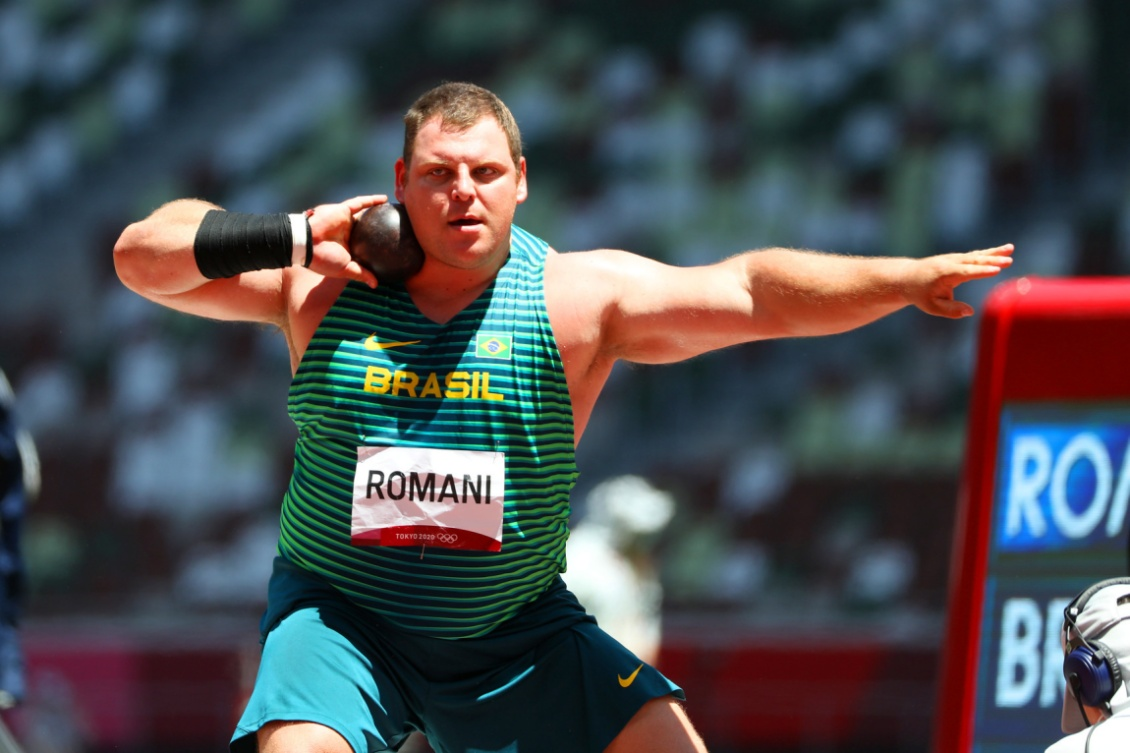
Darlan em Tóquio 2020

Romani teve várias complicações para treinar em 2020 e 2021: ele e sua família pagaram COVID. Darlan perdeu 10kg em 14 dias. Como seu centro de treinamento ficou fechado em 2020, ele precisou improvisar no terreno ao lado de casa. Sem os devidos equipamentos para treinar, no início de 2021, dores em uma hérnia de disco obrigaram Darlan a fazer uma pausa para 45 dias de reabilitação. Romani também teve problemas por não poder treinar com seu treinador por vários meses.  Romani superou estas adversidades e se classificou para as Olimpíadas. Participando dos Jogos Olímpicos de 2020, em Tóquio, Romani se classificou com tranquilidade para a final com a marca de 21m31.  Na final, Romani teve um bom primeiro arremesso de 21,88 m, mas, não estando em sua melhor forma devido aos problemas no período que antecedeu os Jogos, não conseguiu acertar acima de 22 metros nos arremessos posteriores, terminando em 4º lugar. A medalha de bronze foi para Tom Walsh com 22,47 m. A 4ª posição, porém, é a melhor da história do Brasil nesta prova nos Jogos Olímpicos.

### 2022–24
Em 19 de março de 2022, Romani alcançou o maior feito de sua carreira ao se tornar campeão mundial indoor, derrotando o norte-americano Ryan Crouser, atual recordista mundial e campeão olímpico da prova, que não havia perdido nenhuma competição nos últimos três anos. Romani superou em muito seu recorde sul-americano indoor de 21,71 m, que havia sido estabelecido um mês antes. Atingiu a marca de 22,53 m (a 3ª melhor da sua carreira de modo geral), batendo o recorde do Campeonato Mundial Indoor e ficando a 29 cm do recorde mundial indoor.
No Campeonato Mundial de Atletismo de 2022, apesar de ter feito na carreira marcas que poderiam levá-lo à uma medalha de bronze nesta prova, Romani não conseguiu arremessar acima dos 22m na final, terminando em 5º, com a marca de 21m92.
No Campeonato Mundial de Atletismo de 2023, Darlan novamente teve a chance de obter uma medalha. Nas eliminatórias, ele se qualificou em 1º lugar, com a marca de 22,37m, que seria suficiente para que Darlan ganhasse a medalha de prata na final. Porém, ao disputar a final, o desempenho de Romani não foi o mesmo, e ele terminou em 8º lugar, com a marca de 21,41m. 
Nos Jogos Pan-Americanos de 2023 realizados em Santiago, Chile, ele se sagrou bicampeão pan-americano com um arremesso de 21,36 m. 
Poucos dias antes de participar dos Jogos Olímpicos de 2024, Romani teve que se retirar da competição após avaliação médica acerca de uma hérnia de disco que estaria impedindo-o até mesmo de andar. O arremessador teria que passar por uma cirurgia urgente. 

## Melhores marcas pessoais
| Evento                    | Marca      | Local    | País           | Data                |
| ------------------------- | ---------- | -------- | -------------- | ------------------- |
| Arremesso de peso outdoor | 22,61 m AR | Eugene   | Estados Unidos | 30 de junho de 2019 |
| Arremesso de peso indoor  | 22,53 m AR | Belgrado | Sérvia         | 19 de março de 2022 |